# Âge gestationnel

Diamètre du sac gestationnel (en mm) en fonction de l'âge gestationnel (en semaine).

L'âge gestationnel correspond au nombre de semaines écoulées depuis que la femme n'a plus ses règles, ce qui se mesure en semaines d'aménorrhée (ou SA). Cette mesure, calculée à partir du premier jour des dernières menstruations, est une convention utilisée en clinique.
L'âge du produit de la conception correspond au nombre de semaines depuis la fécondation de l'ovule qui se déroule au milieu du cycle menstruel, soit en général environ deux semaines après le début des dernières règles. Donc, une date donnée en SA correspond souvent à deux semaines de plus que l'âge du produit de la conception. Dans les livres de référence concernant l’embryogenèse, on réfère souvent à l'âge du produit de conception.
Le risque de prématurité se calcule également en fonction de l'âge gestationnel.

## Exemple
Supposons que les dernières règles aient débuté le 31 décembre, la fécondation a eu lieu autour du 14 janvier. Le 28 janvier marque donc le début de la 5e semaine gestationnelle (SA) et de la 3e semaine du développement du produit de la conception.
Au 9 mars, c'est la fin de la 10e SA et de la 8e semaine de conception, ceci correspondant à la transition entre le stade embryonnaire et le stade fœtal. Le terme théorique de la grossesse est prévu à 9 mois plein, soit 41 SA en France, soit 39 semaines après la conception : le 14 octobre.